# Bahnhof Basdorf
Der Bahnhof Basdorf ist eine Station der Heidekrautbahn. Er liegt am Kilometer 17,4 der ursprünglichen Strecke von Berlin-Wilhelmsruh und ist Trennungsbahnhof der beiden Äste der Heidekrautbahn nach Groß Schönebeck bzw. Liebenwalde. Der Bahnhof erlangte bald nach Inbetriebnahme der Strecke große Bedeutung für den Bahnbetrieb der Heidekrautbahn.

## Geschichte

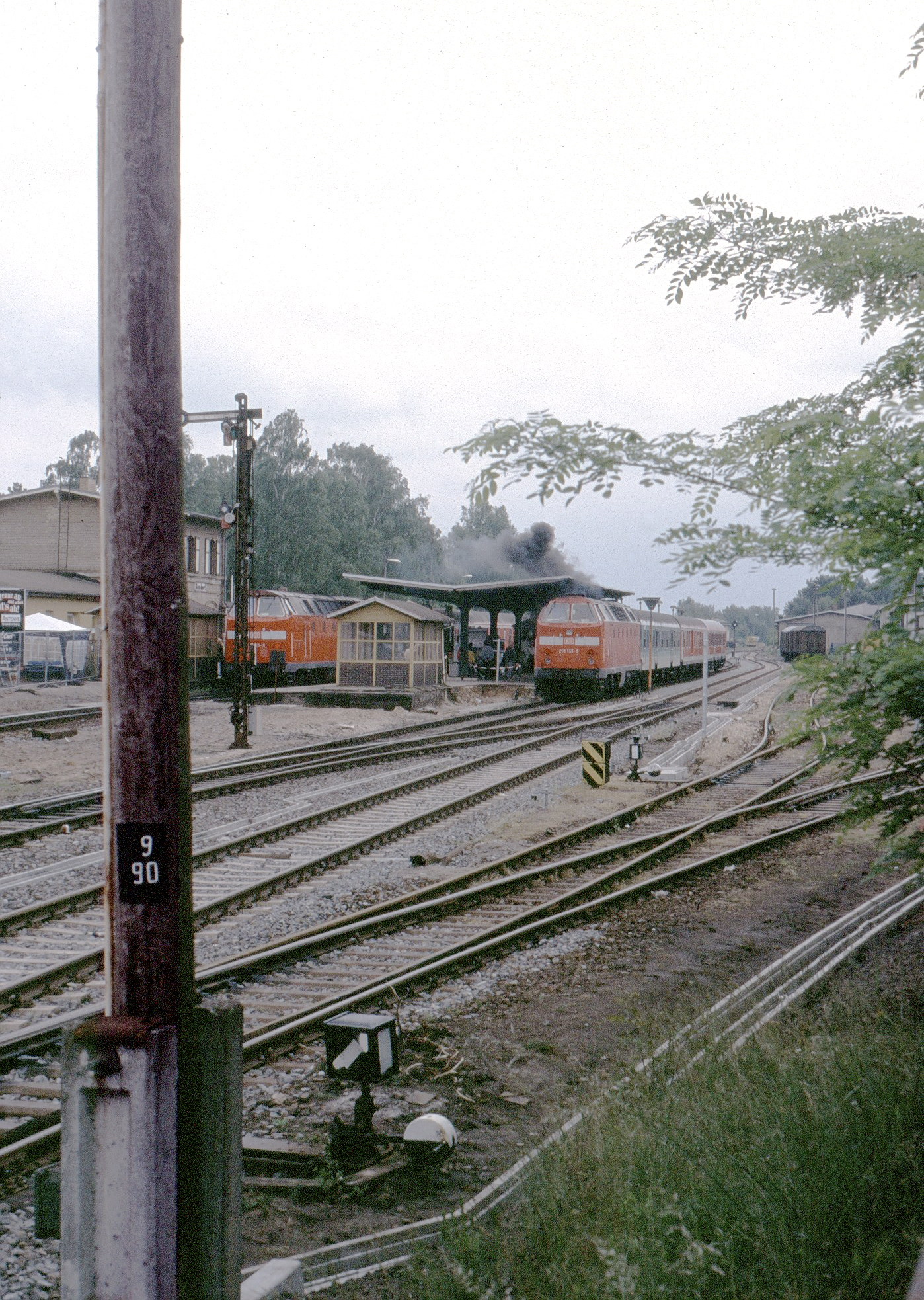
Gleisseite vor der Sanierung mit Diesellokomotiven der Baureihe 219 (2001)

Der Bahnhof Basdorf entstand im Jahr 1901 als Provisorium, 1905 waren seine Gebäude fertig und er ging offiziell in Betrieb. Schnell entwickelte er sich zum Betriebsmittelpunkt der Niederbarnimer Eisenbahn (NEB), nach einem ihrer Endpunkte in der Schorfheide auch Heidekrautbahn genannt. Er erhielt ein Bahnbetriebswerk und es gab Versorgungsanlagen für die Dampflokomotiven. Im Bahnhof trennen sich die Streckenäste nach Liebenwalde bzw. Groß Schönebeck.
Ganz in der Nähe des Bahnhofs hatte die Bahngesellschaft für ihre Angestellten eine kleine Siedlung mit zweietagigen Mehrfamilienhäusern errichten lassen, die in den 1990er Jahren saniert wurde und weiterhin zu Wohnzwecken genutzt wird.
Beim Bau der Strecke von Karow nach Fichtengrund blieben die Basdorfer Bahnhofsanlagen im Wesentlichen unverändert.
Das Bahnbetriebswerk wurde nach 1990 verkleinert, einige Gleise wurden entfernt, dafür konnte 1995 ein neuer Lokschuppen eingeweiht werden.
Die Niederbarnimer Eisenbahn sanierte nach 2000 den Bahnhof. Zeitgleich eröffneten die Mitglieder des Vereins Berliner Eisenbahnfreunde in einem Gebäude und auf Teilen der Freifläche das Heidekrautbahnmuseum. Der Fahrtzielanzeiger vom Bahnhof Basdorf, ein Teil einer Bank vom Bahnsteig, das mechanische Handstellwerk und zahlreiche Technikstücke gingen als Exponate an das Museum.

## Beschreibung

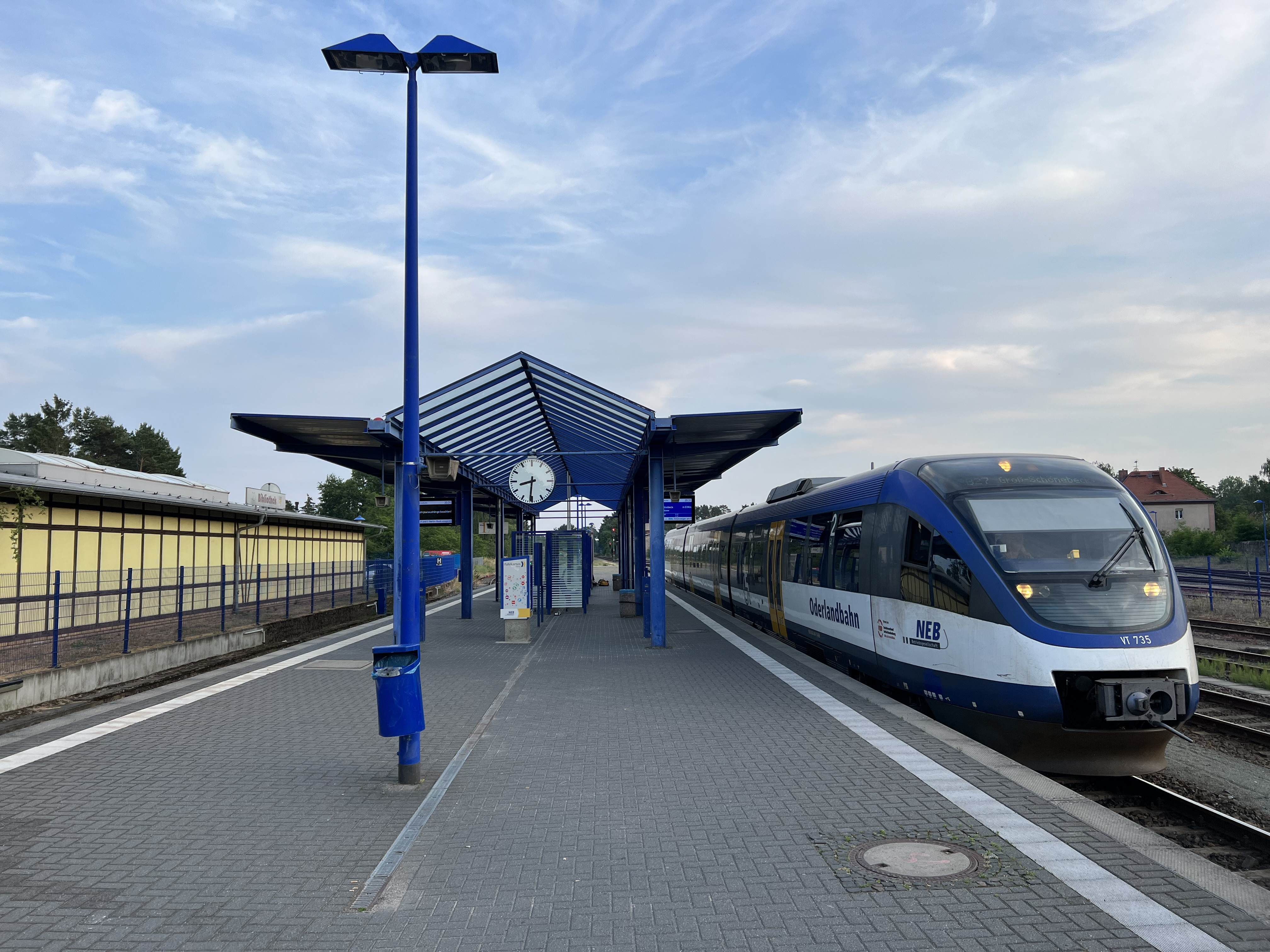
Bahnsteig mit Dieseltriebwagen des Typs Bombardier Talent in Richtung Groß Schönebeck

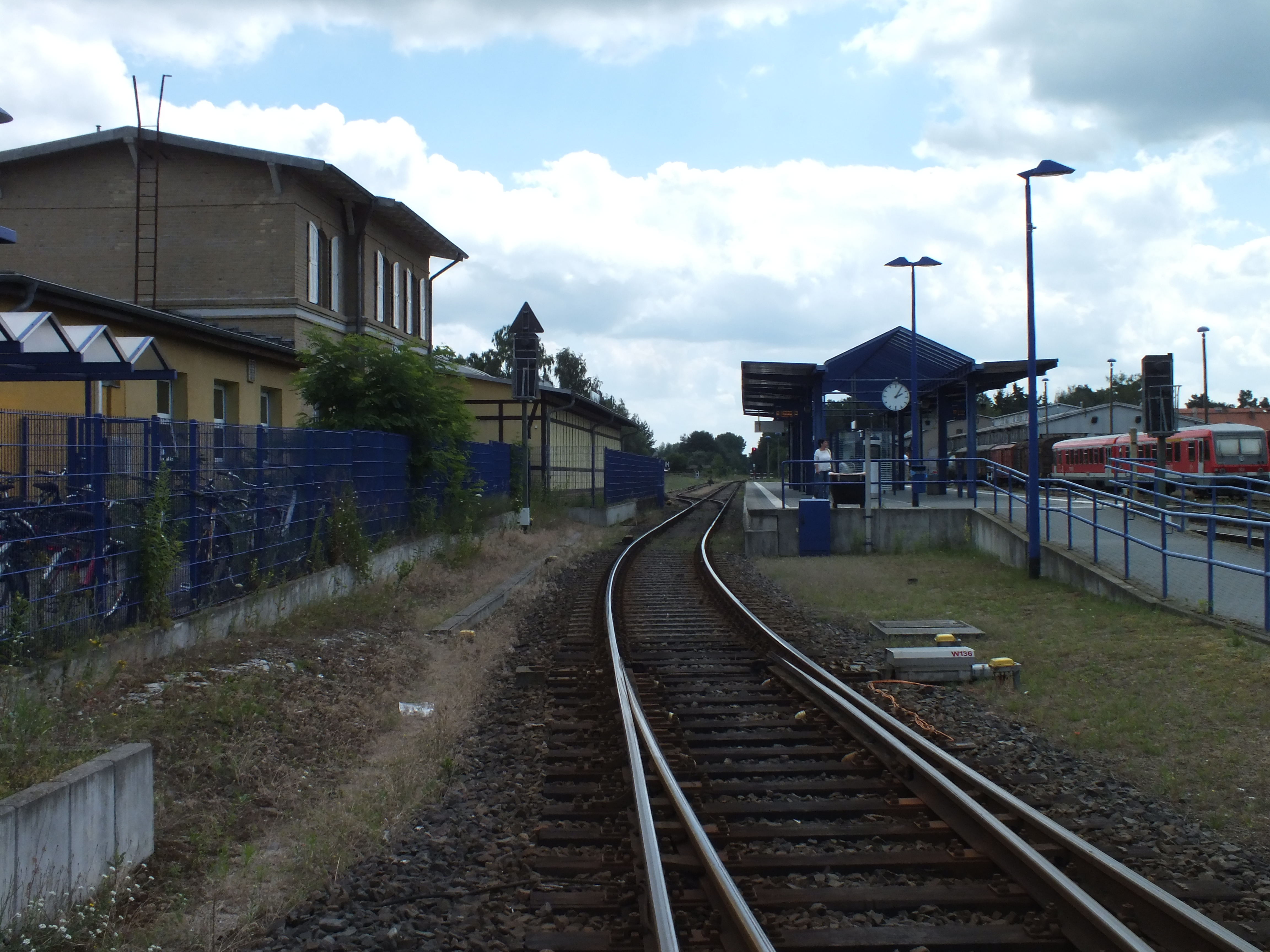
Bahnsteigzugang mit Rampe (2016)

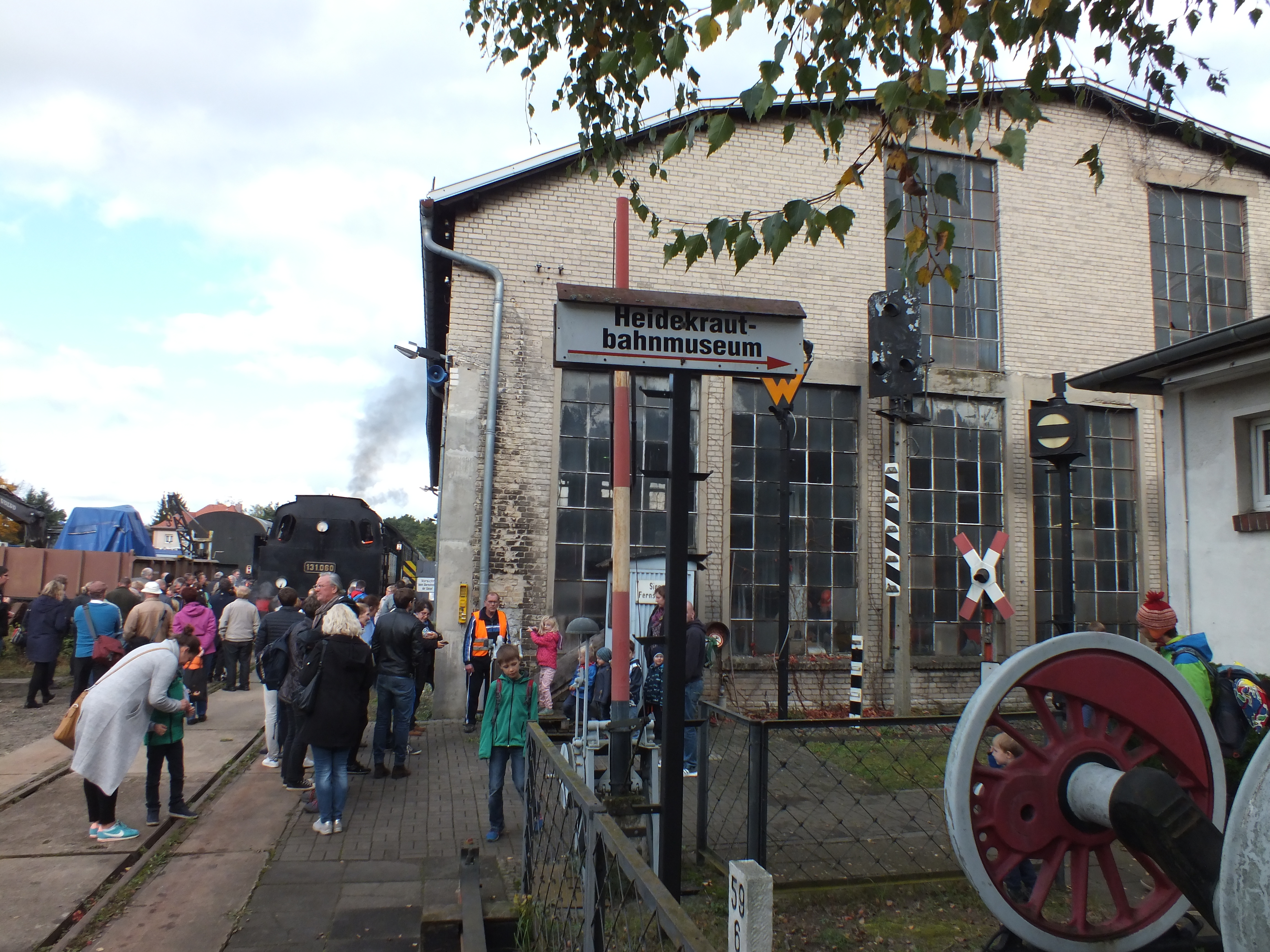
Heidekrautbahnmuseum im ehemaligen Bahnbetriebswerk

Als zentrale Station der im Jahr 1901 in Betrieb genommenen Niederbarnimer Eisenbahn (NEB), nach einem ihrer Endpunkt in der Schorfheide auch Heidekrautbahn genannt, besaß der Bahnhof neben seinen für den Zugbetrieb wichtigen Einrichtungen wie Lokomotivschuppen, Reparaturhallen, Schlosserei und Tischlerei, Beladeanlagen (Kohlenlager, Kohlenkran, Wasserkran) und Rangiergleise zwei Personenbahnsteige. Zu diesen führte ein Tunnel vom Empfangsgebäude. An den Bahnsteigen erfolgte ein Umstieg der Reisenden nach oder von den Teilstrecken auf eine gemeinsame Zugeinheit von oder nach Berlin. Oder die Eisenbahner koppelten die Waggons auseinander und ein Teil der Wagen wurde mit einer neuen Zugmaschine bespannt. So konnte entweder direkt auf einem Bahnsteig durch Wechsel der Seiten umgestiegen werden oder der Tunnel zum anderen Bahnsteig musste benutzt werden.
Vom Empfangsgebäude in der Bahnhofstraße führte der Tunnel zu den beiden Bahnsteigteilen. Direkt am zweistöckigen Empfangsgebäude, das aus unverputzten Backsteinen errichtet worden war, gab es einen angebauten Güterschuppen im Fachwerkstil, der unter anderem auch zur Gepäckaufbewahrung diente. Nach der Wende zog die Ortsteilbibliothek hier ein.
1998 wurde die gesamte Strecke der Heidekrautbahn und alle Bahnhöfe, damit auch der Bahnhof Basdorf, an die Niederbarnimer Eisenbahngesellschaft (NEB) rückübertragen. Während einige Jahre lang DB Regio weiterhin den Personenverkehr durchführte, wird dieser seit 2005 durch die NEB Betriebsgesellschaft durchgeführt.
Zum Bahnbetriebswerk gehörte ein von der Deutschen Reichsbahn errichtetes Fahrdienstleiterstellwerk, das noch bis in die späten 1990er Jahre in Betrieb war. Die Hebelbank der Bauart Jüdel wurde mechanisch über Drahtseile bedient.
Der Bahnhof besitzt einen Inselbahnsteig mit zwei Bahnsteigkanten. Dieser erhielt bei einer umfangreichen Sanierung einen Belag aus Keramikplatten. Anfangs gab es festgewalzten Splitt als Bahnsteigoberflächen, später haben Steinplatten die Bahnsteige geschützt. Der ursprüngliche Tunnel wurde zugeschüttet und eine niveaugleiche Gleisquerung mit einer Rampe zum Bahnsteig für einen barrierefreien Zugang hergestellt.
Der Fahrbetrieb erfolgte seit den 2010er Jahren fast ausschließlich mit dreiteiligen Diesel-Gelenkfahrzeugen vom Typ Talent. 2025 wurde der Betrieb auf Wasserstoff-Triebzüge vom Typ Siemens Mireo Plus H umgestellt, hierfür ging im Frühjahr 2025 im Betriebswerk eine Wasserstoff-Tankstelle in Betrieb.

## Belege
- Jürgen Opravil: Die Heidekrautbahn. Geschichte der Reinickendorf–Liebenwalde–Groß Schönebecker Eisenbahn, später Niederbarnimer Eisenbahn. Chronik Pankow, 1993, S. 119–121.